# 中国国家计算机病毒应急处理中心
中国国家计算机病毒应急处理中心（CVERC）是中国唯一负责计算机病毒应急处理的专门机构，主要职责是快速发现和处置计算机病毒疫情与网络攻击事件，保卫中国计算机网络与重要信息系统的安全。下设计算机病毒防治产品检验中心和电子数据司法鉴定中心。

## 任务
- 发现、收集在中国流行的计算机病毒。
- 对计算机病毒进行分析，向国家互联网应急中心和公安部提交病毒疫情分析报告。
- 发布计算机病毒疫情。
- 建立、维护中国计算机病毒流行列表。
- 为用户提供计算机病毒防治方案，指导用户实施计算机病毒防治措施。
- 制定中国计算机病毒防治的政策、法规和标准并提供技术支持。
- 为遭受计算机病毒攻击破坏的中国计算机用户提供后援服务。
- 与国内、国外的计算机病毒防治专家、研究机构建立联系机制。
- 培训从事计算机病毒防治工作的技术与管理人员。